# Rio Eghersec
O Rio Eghersec é um rio da Romênia, afluente do Uz, localizado no distrito de Harghita.